# Marco Furio Camilo (cónsul 8)
Marco Furio Camilo (en latín, Marcus Furius Camillus) († 37) fue un senador del siglo I del Imperio Romano. Su carrera se desarrolló bajo los imperios de Augusto y Tiberio. Fue amigo de Tiberio y también del futuro emperador Claudio, con quien estaba prometida su hija.

## Biografía
Camilo era descendiente de una prestigiosa familia senatorial republicana, aunque no había proporcionado hombres prominentes desde el importantísimo general Marco Furio Camilo, vencedor de Veyes y creador de la legión manipular.
Su primer cargo conocido es el de consul ordinarius en 8, bajo Augusto. 
En 17, el Senado, con asentimiento de Tiberio, lo nombró gobernador de la provincia África Proconsular, consiguiendo en 18 una aplastante derrota sobre los musulamios dirigidos por Tacfarinas al utilizar la Legio III Augusta y sus auxiliares contra estos rebeldes, lo que le valió recibir del emperador los ornamenta triumphalia, aunque Tiberio no le permitió seguir al frente de la provincia y terminar definitivamente con Tacfarinas.
Sus hijos fueron:
- Marco Furio Camilo, hermano de la cofradía de los Arvales en 37.
- Lucio Arruncio Camilo Escriboniano, adoptado por Lucio Arruncio. Se rebeló en el año 42 contra el emperador Claudio.
- Livia Medulina, quien estaba prometida desde 8 con el futuro emperador Claudio, pero falleció el día de su boda.[3]